# Баларт-и-Креуэт, Габриэль
Габриэль Баларт-и-Креуэт (исп. Gabriel Balart i Crehuet; 8 июня 1824, Барселона — 5 июля 1893) — испанский композитор и дирижёр.
В возрасте семи лет стал обучаться на фортепиано и игре на скрипке у Франческо Салы. Впоследствии Антони Пасарелл обучил Габриэля сочинению и композиции. Учился в Барселоне как пианист и скрипач, с 1842 года совершенствовался как композитор в Париже у Дельфена Алара и Микеле Карафы. С 1849 года работал в Милане, оперы Баларта шли во многих крупных оперных театрах Европы. В 1853 году вернулся в Барселону, в 1853—1874 годах дирижировал в театре «Лисеу».
6 февраля 1874 года руководил премьерой оперы «Риенци» Рихарда Вагнера в театре Лисео. С 1886 года преподавал композицию и гармонию в Барселонской консерватории, в 1889 году стал вторым в её истории ректором, где руководил до самой кончины. Среди его студентов было множество выдающихся музыкантов, таких как Франчеко Камало, Санчес и Каваннах, Антонио Николау,Хуан Эскалас, Мариус Каладо и др. Получил преимущественную известность как автор сарсуэл и танцевальной музыки, однако написал и пять симфоний (все программные).
Сыновья Габриэля Баларта, носившие фамилию Галарт-и-Собревальс (исп. Balart i Sobrevals), — Габриэль (1877—1966), скрипач в театре «Лисео», и Хосе (1883—1904), подававший надежды пианист.